# Septoria oenotherae
Septoria oenotherae är en svampart som beskrevs av Westend. 1857. Septoria oenotherae ingår i släktet Septoria och familjen Mycosphaerellaceae.   Inga underarter finns listade i Catalogue of Life.